# Gianni Schicchi
Gianni Schicchi je komična opera u jednom činu Giacoma Puccinija.

## Libreto
Libreto je napisao Giovacchino Forzano temeljenom na Tridesetom pjevanju Danteovog Pakla (r. 22-48). To je dio Triptiha.

## Radnja
Godina 1299, Gianni Schicchi, poznat diljem Firence po svom oštrom i pronicljivom duhu, pozvan je u velikoj žurbi od strane rođaka Buosa Donatija, bogatog trgovca koji je upravo umro, da osmisli genijalno sredstvo kako bi ih spasio od nesretne situacije: njihov rođak je zapravo ostavio svoje stvari obližnjem samostanu fratara, ne organizirajući ništa u korist svojih rođaka.
U početku im Schicchi odbija pomoći zbog prezirnog stava koja obitelj Donati, firentinske aristokracije, pokazuje prema njemu, čovjeku "novog naroda". No, molitve njegove kćeri Laurette (poznata romanca "O mio babbino caro"), zaljubljene u Rinuccia, mladog nećaka Buosa Donatija, tjeraju ga da se vrati svojim koracima i osmisli plan, koji će se kasnije pretvoriti u ruglo. Budući da još nitko nije svjestan odlaska, naređuje da se Buosovo tijelo preveze u susjednu sobu kako bi se on sam mogao provući ispod koltri, a iz kreveta pokojnika, krivotvoriti glas i diktirati javnom bilježniku posljednje želje.
Zapravo, to se i događa, a da Schicchi prethodno nije uvjerio rođake u namjeru da poštuju želje svakog od njih, imajući na umu strogost zakona, koji osuđuje na egzil i rezanje ruke ne samo onih koji zamjenjuju druge u oporukama i ostavštinama, već i njihovih pomagača ("Addio Firenze, addio cielo divino" - "Zbogom Firence, zbogom božansko nebo").
Schicchi pred javnim bilježnikom odbija posljednje želje i kada izjavljuje da ostavlja najdragocjeniju imovinu – "najbolju mazgu u Toskani", prestižnu kuću u Firenci i mlinove Signe – svom "dragom, predanom, nježnom prijatelju Gianniju Schicchiju", rođaci eksplodiraju u bijesnim krikovima. Ali lažni Buoso ih ušutkava pjevajući razlog egzila i konačno ih tjera iz kuće, koja je postala njegovo ekskluzivno vlasništvo.
Vani, na balkonu, Lauretta i Rinuccio nježno se grle; dok Gianni Schicchi nasmijan razmišlja o njihovoj sreći, zadovoljan vlastitom lukavošću.

## Likovi
Opera je praizvedena 14. prosinca 1918. u Metropolitanu u New Yorku. Do 2009. godine imao je 138 nastupa u Metropolitanu.
| Uloga                     | Glas        | Pjevači na praizvedbi, 14. prosinca 1918. (Dirigent: Roberto Moranzoni) |
| ------------------------- | ----------- | ----------------------------------------------------------------------- |
| Gianni Schicchi           | bariton     | Giuseppe De Luca                                                        |
| Rinuccio                  | tenor       | Giulio Crimi                                                            |
| Lauretta                  | sopran      | Florence Easton                                                         |
| Gherardo                  | tenor       | Angelo Badà                                                             |
| Zita                      | alt         | Kathleen Howard                                                         |
| Nella                     | sopran      | Marie Tiffany                                                           |
| Gherardino                | sopran      | Mario Malatesta                                                         |
| Betto di Signa            | bas         | Paolo Ananian                                                           |
| Simone                    | bas         | Adamo Didur                                                             |
| Marco                     | bariton     | Louis D'Angelo                                                          |
| La Ciesca                 | mezzosopran | Marie Sundelius                                                         |
| Maestro Spinelloccio      | bas         | Pompilio Malatesta                                                      |
| Messer Amantio di Nicolao | bariton     | Andrés de Segurola                                                      |
| Pinellino                 | bas         | Vincenzo Reschiglian                                                    |
| Guccio                    | bas         | Carl Schlegel                                                           |
| Buoso Donati              | ne pjeva    |                                                                         |

## Orkestracija
Puccinijeva partitura zahtjeva korištenje:
- ottavino, 2 flaute, 2 oboe, engleski rog, 2 klarineta, bas klarinet, 2 fagota
- 4 horne (roga), 3 trube, 3 trombona, bas trombon / tuba
- timpani, bubanj, triangl, činele, grancassa
- celesta, campana grave, harfa
- gudači

## Poznate arije
- Firenze è come un albero fiorito, Rinucciova romanca
- O mio babbino caro, romanca Laurette
- Ah! che zucconi!, monolog Giannija Schicchija